# Лаг (военачалник)
Лаг или Лагос (на старогръцки: Λαγός / Lagós, Lagos, Lagus) е македонски благородник, военачалник през IV век пр. Хр. Той е прародител на Птолемеите, македонската царска династия на Египет. Тази фамилия често се нарича на него също и „Лагиди“ (Lagidae, Πτολεμαῖοι, Πτολεμαίδαι, Λαγίδαι).
Лаг произлиза от региона на Еордея. Той се жени за благородничката Арсиноя Македонска от фамилията на Аргеадите. Те имат два сина Птолемей I Сотер (323-283 г. пр. Хр.) и Менелай († след 284 г. пр. Хр.).
Според някои източници Арсиноя е била първо конкубина на македонския цар Филип II и е била бременна от него с Птолемей, когато се омъжила за Лаг (Лагос).
Вероятно Лаг е бил женен и за Антигона, племенницата на Антипатър, и така е баща на Береника, която става съпруга на Птолемей I Сотер.